# Julia Tyler
Julia Gardiner Tyler (Gardiner's Island, 17 de mayo de 1820-Richmond, 10 de julio de 1889) fue la segunda esposa del presidente John Tyler y primera dama de los Estados Unidos de 1844 a 1845.

## Primeros años
Nació en mayo de 1820 en Gardiner's Island, una de las islas de propiedad privada más grandes de EE. UU., como la tercera de los cuatro hijos de David Gardiner (1784-1844), abogado y senador, y su esposa Juliana (1799-1864). Sus antepasados eran holandeses, ingleses y escoceses. Se crio en East Hampton y la aldea de Bay Shore. 
En 1839, con 19 años, posó en secreto y escandalizó a la alta sociedad neoyorkina al aparecer en la publicidad de unos grandes almacenes, mostrándose en los carteles y tarjetas claramente reconocible frente al establecimiento, del brazo de un caballero. Fue la primera vez que una dama prominente accedía a tal menester. Para huir de los cotilleos, la familia Gardiner partió en un viaje por Europa en 1840 y no regresaron hasta un año después.

## Matrimonio y familia
El 20 de enero de 1842, Julia fue presentada al presidente John Tyler en una recepción en la Casa Blanca. Le causó gran impresión y tras la muerte de su primera esposa, Letitia Tyler, el 10 de septiembre, a pesar de ser reciente viudo y 30 años mayor que ella, le propuso matrimonio el 22 de febrero de 1843 durante un baile de máscaras en la Casa Blanca. Ella se negó, así como en propuestas posteriores, aunque iniciaron una correspondencia romántica.
Julia, su hermana Margaret, y su padre, así como miembros del gabinete y la ex primera dama Dolley Madison, fueron invitados por John Tyler a una excursión presidencial por el río Potomac a bordo de la nueva fragata a vapor Princenton, el 22 de febrero de 1844. Durante el evento, la explosión accidental de un cañón de gran calibre, el Peacemaker, mató al secretario de la Armada, al de la Marina y al del Estado, así como a David Gardiner.
Julia quedó devastada por la muerte de su adorado padre y Tyler intentó consolarla, obteniendo el sí a su última propuesta matrimonial. Debido a las circunstancias, la celebración fue discreta. Se casaron el 26 de junio de 1844, él tenía 54 años y ella 24. La hija mayor de Tyler, María, era solo cinco años mayor que su madrastra. El enlace fue bien aceptado aunque la gran diferencia de edad de los novios recibió algunas críticas.
Tras la luna de miel en Filadelfia y una estancia en Sherwood Forest, finca que el presidente acababa de comprar en Virginia para su retiro, la pareja regresó a Washington. Una de su mejores amigas, la ex primera dama, Dolley Madison, era invitada habitual en el hogar presidencial. Julia Tyler gustaba de la vida social y prefería organizar bailes antes que recepciones. Introdujo la polca, que ya era popular en Europa pero una novedad en EE. UU., recibiendo críticas de los más conservadores. Un mes antes del fin de su término, celebró en la Casa Blanca un gran baile de despedida con 3000 invitados. También fue la primera primera dama en procurar que la prensa informara de sus actividades, además de las de su esposo.
El matrimonio Tyler tuvo siete hijos: David Gardiner Tyler (1846-1927), John "Alex" Alexander Tyler (1848-1883), Julia Gardiner Tyler-Spencer (1849-1871), Lachlan Gardiner Tyler (1851-1902), Lyon Gardiner Tyler (1853-1935), Robert "Fitz" Fitzwalter Gardiner Tyler (1856-1927) y Pearl Tyler-Ellis (1860-1947); se retiraron a Sherwood Forest donde vivieron tranquilamente hasta la Guerra de Secesión.
A pesar de su origen norteño, ella se adaptó a las costumbres sureñas y escribió una defensa de la esclavitud en contestación a un artículo abolicionista de la Duquesa de Shuterland. A su vez, su escrito fue contestado por una carta publicada en 1853 por el New York Tribune, de la esclava huida Harriet Jacobs, que firmaba: "Fugitiva".

## Últimos años y muerte
Tras la muerte de su esposo en 1862, Julia se trasladó a Staten Island, donde su simpatía por los confederados tensó las relaciones con su familia. Su casa casi fue quemada por veteranos de la Unión furiosos al descubrir una bandera confederada ondeando en la propiedad.
En 1872 se convirtió al catolicismo y luego volvió a Virginia, donde subsistió con la ayuda de sus hijos y la pensión del Estado proporcionada a las viudas presidenciales. Sin embargo, la crisis económica de 1873 acabó con su fortuna. 
Murió el 10 de julio de 1889 en Richmond a los 69 años, después de un derrame cerebral, y fue enterrada junto a su esposo John Tyler en el cementerio Hollywood de esa ciudad.